# Wladimir Petrowitsch Koslow (Eisschnellläufer)
Wladimir Koslow (russisch Владимир Петрович Козлов; * 1. August 1959 in Ust-Kamenogorsk) ist ein ehemaliger sowjetischer Eisschnellläufer.
Koslow, der für den Dynamo Öskemen startete, erreichte im Jahr 1981 mit dem fünften Platz im Sprint-Mehrkampf seine beste Platzierung bei sowjetischen Meisterschaften und startete international erstmals in der Saison 1980/81. In der Saison 1981/82 siegte er bei der 3-Bahnen-Tournee in Inzell sowie in Innsbruck jeweils im Sprint-Mehrkampf und kam bei der Sprintweltmeisterschaft 1982 in Alkmaar auf den vierten Rang. Im folgenden Jahr errang er bei der Sprintweltmeisterschaft in Helsinki den fünften Platz. Bei seiner einzigen Teilnahme an Olympischen Winterspielen im Februar 1984 in Sarajevo wurde er Sechster über 500 m.

## Persönliche Bestleistungen
| Disziplin | Zeit        | Datum             | Ort       |
| --------- | ----------- | ----------------- | --------- |
| 500 m     | 37,42 s     | 25. März 1983     | Almaty    |
| 1000 m    | 1:15,49 min | 28. Dezember 1984 | Almaty    |
| 1500 m    | 2:06,06 min | 30. Januar 1983   | Moskau    |
| 3000 m    | 4:30,70 min | 23. August 1981   | Leningrad |
| 5000 m    | 7:50,43 min | 10. Januar 1979   | Almaty    |